# Comité français interfédéral
Pour les articles homonymes, voir CFI.
Le Comité français interfédéral (CFI) est l'ancêtre direct de la Fédération française de football, fondée en 1919 par transformation dudit comité.

## Historique

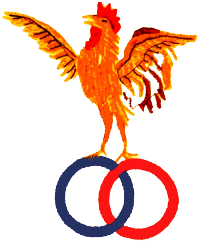
logo de l'USFSA, avec le coq du CFI à partir de 1913.

Fondé le 23 mars 1907 par Charles Simon, président de l'Étoile des deux lacs et secrétaire général de la Fédération gymnastique et sportive des patronages de France (FGSPF) le comité français interfédéral réunit alors, sans les faire disparaître, toutes les fédérations gérant le football en France, sauf l'Union des sociétés françaises de sports athlétiques (USFSA) et la Fédération des sociétés athlétiques professionnelles de France (FSAF).
Ainsi la Fédération cycliste et athlétique de France (FCAF), la Fédération athlétique amateur (FAA), la Fédération athlétique du sud-ouest (FASO)— affiliée à la FAA — la Fédération cycliste et athlétique de Lyon et du sud-est (FCALSE) et la FGSPF rejoignent le CFI qui recueille aussi l'adhésion directe d'associations, dépassant les 400 membres.
En 1907, il met en place le Trophée de France dont le prix — semblable au bouclier de Brennus dédié le 20 mars 1892 au championnat de France de rugby à XV — est offert par Pierre de Coubertin lui-même. La première finale, emportée par l'Étoile des deux lacs, se déroule le 9 mai 1907, au vélodrome du Parc à Bordeaux. L'année suivante, l'USFSA ayant commis l'erreur politique de quitter la Fédération internationale de football association (FIFA), il profite de la situation pour y adhérer. Ainsi le CFI devient le seul organisme à y représenter la France et l'USFSA elle-même se voit contrainte de solliciter en 1913 son adhésion auprès de son ennemi historique.
Le CFI reçoit progressivement l'adhésion de tous les défenseurs du football et particulièrement celle de Jules Rimet (1873-1956) du Red Star, fondateur en 1910 de la Ligue de football association (LFA) qui rejoint le CFI en 1912. Cette même année, le CFI décide de limiter strictement son champ d'action au seul football-association. Charles Simon tombe au champ d'honneur à Écurie (Pas-de-Calais) lors des combats du Labyrinthe, le 15 juin 1915 et Henri Delaunay lui succède alors tant au CFI qu'à la FGSPF. Le Trophée de France s'arrête cette année-là mais une compétition similaire est organisée en 1916, sous le nom de Coupe de France. Une reproduction de la coupe Charles Simon, créée en 1917 par le CFI et dédiée à la mémoire de Charles Simon — son nom est gravé dessus — lui succède en 1917-1918. Offerte par Paul Michaux, président de la FGSPF, elle reste l'actuelle coupe de France de la FFF, l'originale étant conservée au siège fédéral.

## Palmarès du Trophée de France

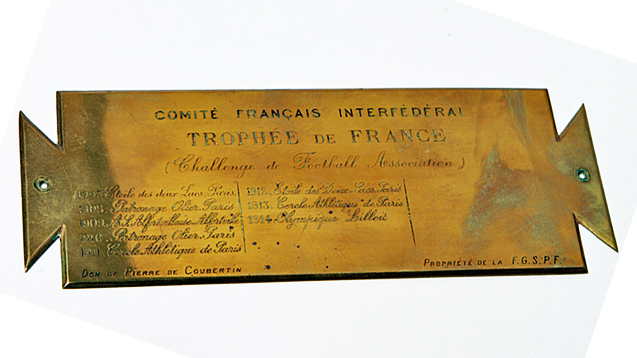
Plaque palmarès du Trophée de France.

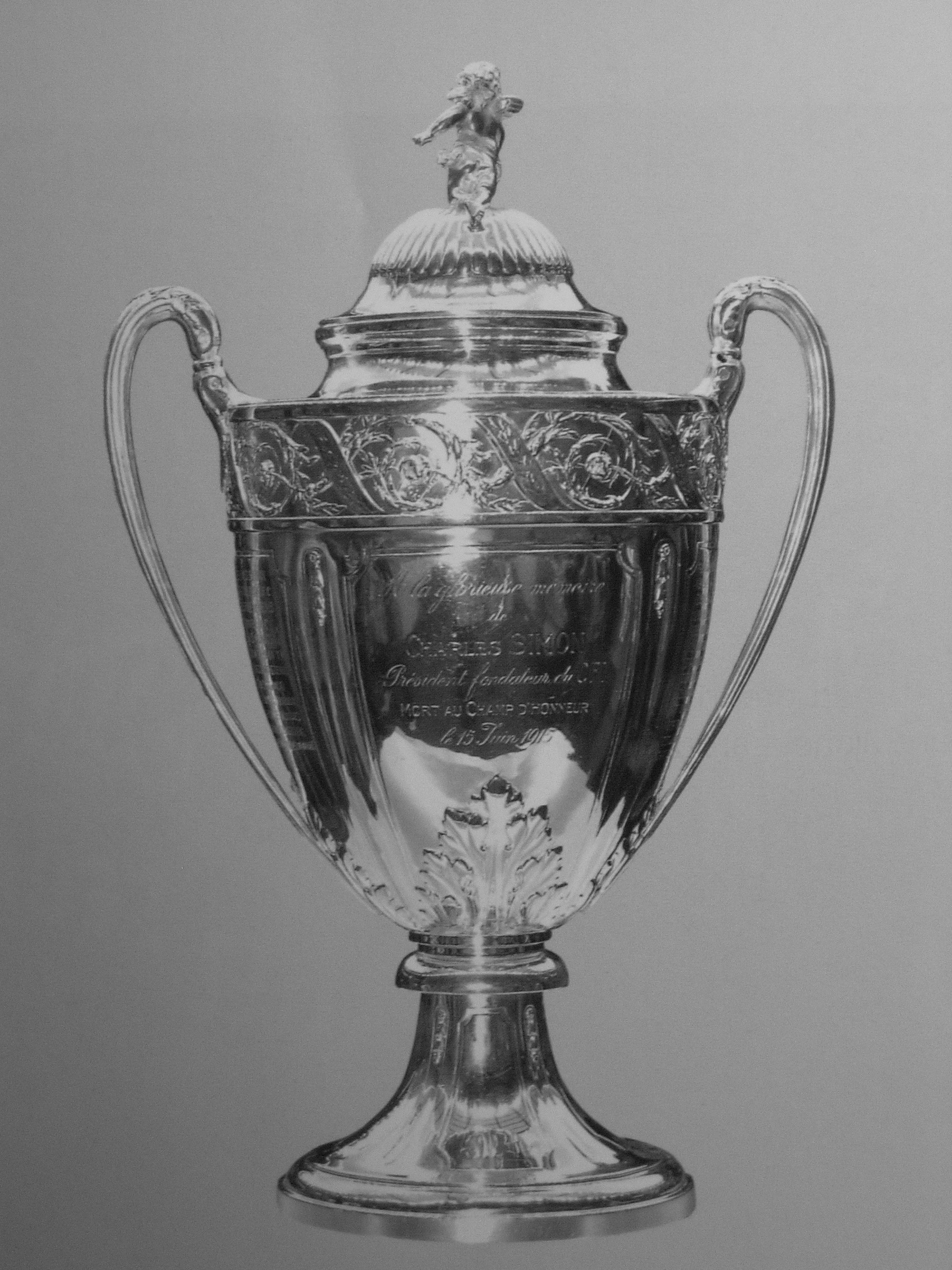
La coupe Charles Simon.

| Édition | Vainqueur                    | Finaliste                                                 | Score | Lieu de la finale |
| ------- | ---------------------------- | --------------------------------------------------------- | ----- | ----------------- |
| 1907    | Étoile des deux lacs (FGSPF) | FC Simiotin Bordeaux (FASO/FAA)                           | 8-3   | Bordeaux          |
| 1908    | Patronage Olier (FGSPF)      | SM Puteaux (FCAF)                                         | 3-0   | Livry-Gargan      |
| 1909    | JA Saint-Ouen (FGSPF)        | pas de finale, forfait de l'AS Bons Gars Bordeaux (FGSPF) | -     | -                 |
| 1910    | Patronage Olier (FGSPF)      | CA Vitry (FCAF)                                           | 2-0   | Charenton-le-Pont |
| 1911    | CA Paris (LFA)               | Étoile des deux lacs (FGSPF)                              | 1-0   | Charenton-le-Pont |
| 1912    | Étoile des deux lacs (FGSPF) | Red Star (LFA)                                            | 3-1   | Arcueil           |
| 1913    | CA Paris (LFA)               | VGA Médoc (FCAF)                                          | 2-1   | Bordeaux          |
| 1914    | Olympique lillois (USFSA)    | VGA Médoc (FCAF)                                          | 4-1   | Charenton-le-Pont |
| 1916    | Olympique (USFSA)            | Étoile des deux lacs (FGSPF)                              | 3-0   | Saint-Ouen        |

## Notoriété
Le siège du CFI est toujours celui de la FGSPF, au 5 place Saint-Thomas-d'Aquin à Paris. C’est là qu'est créée le 5 janvier 1917 la coupe de France de football et le 7 avril 1919 la Fédération française de football (FFF) avec Jules Rimet pour premier président et Henri Delaunay pour premier secrétaire général.
C'est le CFI qui introduit le premier le coq gaulois comme emblème du sport français. Celui-ci est repris ensuite par d'autres fédérations et le comité olympique français (COF). Après avoir rejoint le CFI, l'USFSA l'ajoute également à son emblème historique.